# Henrik Pontoppidans Mindefonds Legat
Henrik Pontoppidans Mindefonds Legat er en dansk litteraturpris, der uddeles omtrent årligt "til en dansk forfatter, der har ydet en betydende indsats i dansk litteratur, hvis kår ikke står i forhold til hans betydning."
Prisen er uddelt siden 1938 og er på et beløb mellem kr. 5.000 og 20.000. Den uddeles af Dansk Forfatterforening.

## Modtagere af prisen
- 1938: Harald Herdal
- 1941: Hans Hartvig Seedorff Pedersen
- 1943: Erik Bertelsen
- 1949: Carl Erik Soya
- 1950: Paul la Cour
- 1951: Knud Sønderby
- 1952: Thit Jensen
- 1953: Kjeld Abell
- 1954: Hans Hartvig Seedorff Pedersen
- 1955: Leck Fischer
- 1956: Knuth Becker
- 1957: Jacob Paludan
- 1958: Orla Bundgård Povlsen
- 1959: Karen Blixen
- 1960: Tom Kristensen
- 1963: Halfdan Rasmussen
- 1964: Hans Lyngby Jepsen og Knud Holst
- 1965: Palle Lauring
- 1967: Frank Jæger
- 1970: Poul Ørum
- 1971: Ole Sarvig
- 1973: Sven Holm
- 1974: Knuth Becker
- 1975: Tage Skou-Hansen
- 1976: Poul Vad
- 1977: Peter Seeberg
- 1978: Ebbe Kløvedal Reich
- 1979: Per Højholt
- 1980: Angelo Hjort
- 1981: Bent William Rasmussen
- 1982: Thorkild Hansen
- 1983: Jens Smærup Sørensen
- 1984: Arthur Krasilnikoff
- 1985: Henrik Stangerup
- 1986: Carl Bang
- 1987: Ib Michael
- 1988: Bent Vinn Nielsen
- 1989: Gynther Hansen
- 1990: Henrik Bjelke
- 1991: Vita Andersen
- 1992: Palle Petersen
- 1993: Jette Drewsen
- 1994: Henrik Stangerup
- 1995: Erik Aalbæk Jensen
- 1996: Kirsten Thorup
- 1997: Henning Mortensen
- 1998: Villy Sørensen
- 1999: Vibeke Grønfeldt
- 2000: Thomas Boberg, Knud Sørensen
- 2001: Inge Eriksen
- 2003: Marianne Larsen
- 2004: Cecil Bødker
- 2006: Klaus Rifbjerg
- 2009: Hans Otto Jørgensen
- 2016: Simon Fruelund
- 2018: Kristina Stoltz
- 2022: Arne Herløv Petersen